# Beta Pictoris b

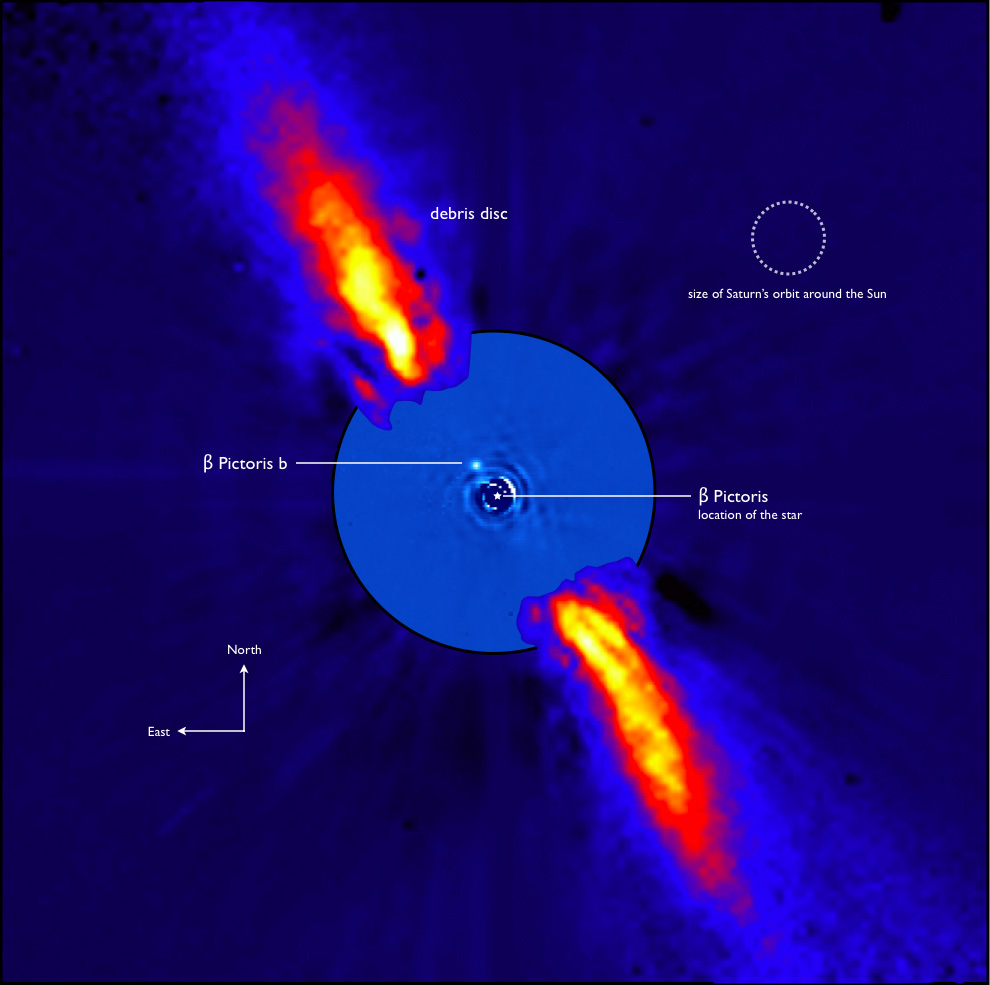
Imagen directa

Beta Pictoris b es un exoplaneta localizado aproximadamente a 63 años luz en la constelación de Pictor, orbitando la estrella de 4.ª magnitud de disco de escombros de Beta Pictoris. Tiene una masa de entre 9 y 13 masas de Júpiter y un radio alrededor 65 % más grande que Júpiter. Orbita a 9 AU de Beta Pictoris (cercano al plano del disco de escombros que orbita la estrella) con una excentricidad baja y un periodo de 20-21 años, y es el único planeta conocido del sistema Beta Pictoris. 
En otoño de 2009, fue un éxito observar el planeta en el otro lado de la estrella madre, lo que confirma la existencia del propio planeta y de las observaciones anteriores. Se cree que en 15 años será posible grabar toda la órbita del planeta.
En 2014 se dio a conocer la fotografía del exoplaneta Beta Pictoris b obtenida con el instrumento Cámara de Planetas Gemini (GPI), del telescopio de 8 metros Gemini Sur (Cerro Pachón, Chile), que captó su imagen directa. Según las primeras estimaciones el exoplaneta tardaría 8 horas en completar la rotación sobre su propio eje.

## Descubrimiento

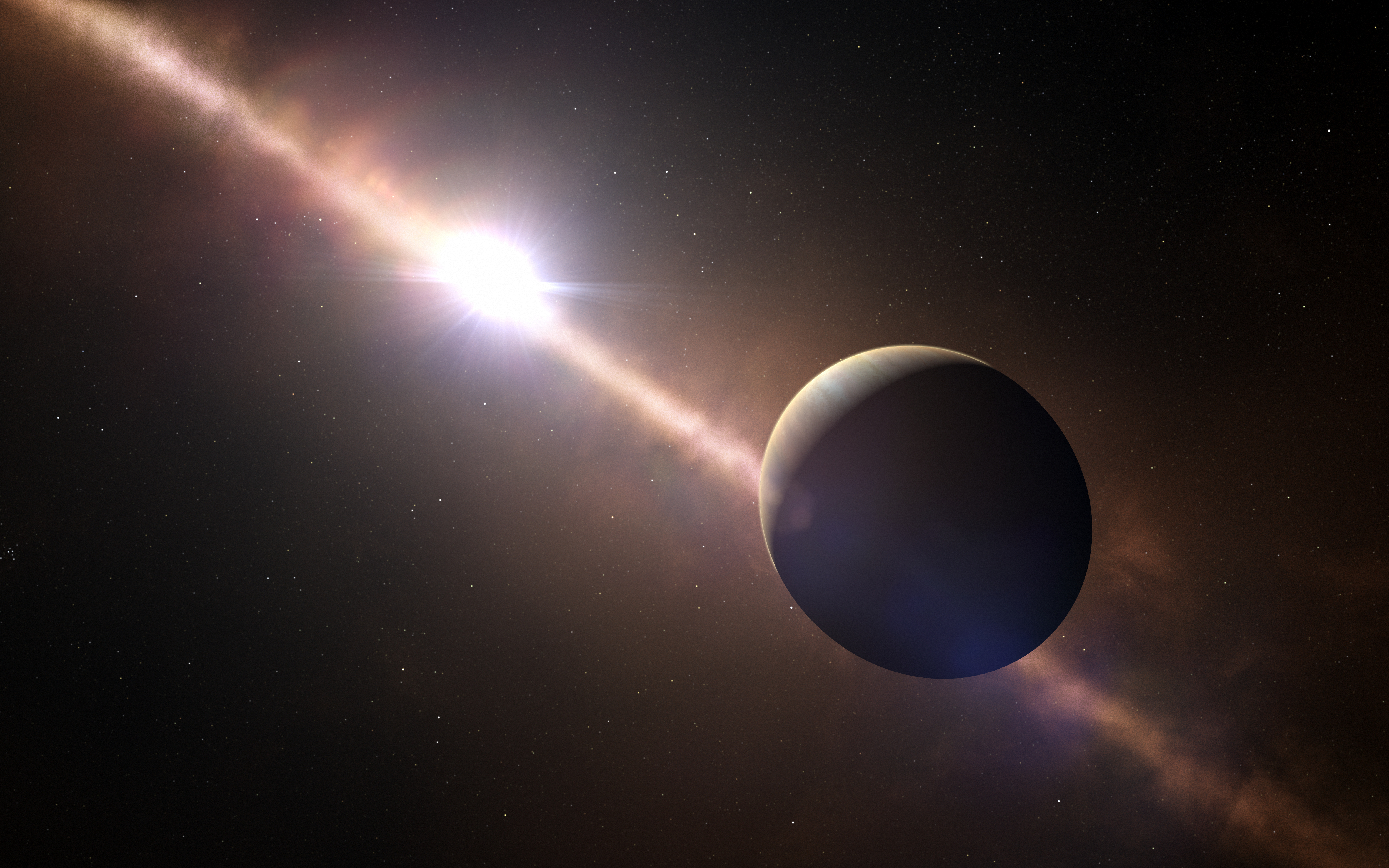
La impresión del artista de Beta Pictoris b. El disco de escombros alrededor de la estrella de madre puede ser visto.

El planeta fue descubierto el 18 de noviembre de 2008, por Lagrange et al., utilizando el instrumento NACO en el Telescopio Muy Grande en Cerro Paranal en Chile del norte. Este planeta fue descubierto utilizando la técnica de imagen directa, utilizando la imagen diferencial de la estrella de referencia. La imagen de descubrimiento fue tomada en 2003, pero el planeta no fue detectado cuándo el dato fue primeramente reducido. Una rerreducción del dato en 2008 utilizando modernas herramientas de procesamiento de imagen que revelaron la débil señal del punto fuente que ahora es conocido de ser un planeta.

## Observación de periodo rotacional
En 2014, el periodo de rotación de Beta Pictoris b fue calculado desde el ensanchamiento de su línea de absorción infrarroja de monóxido de carbono. Esto hace, que sea el primer planeta extrasolar en tener su índice de rotación medido.  Con un periodo de rotación de 8.1 horas, es el planeta que gira rápido conocido. En 2015, un corto vídeo fue hecho de imágenes directas de Beta Pictoris b tomado por el Gemini Planeta Imager sobre el curso de aproximadamente dos años que muestran un lapso de tiempo del planeta mientras orbita alrededor de su estrella madre. Tal vez haya sido responsable de un evento de tránsito observado en 1981.